# Orde van Sint-Cecilia

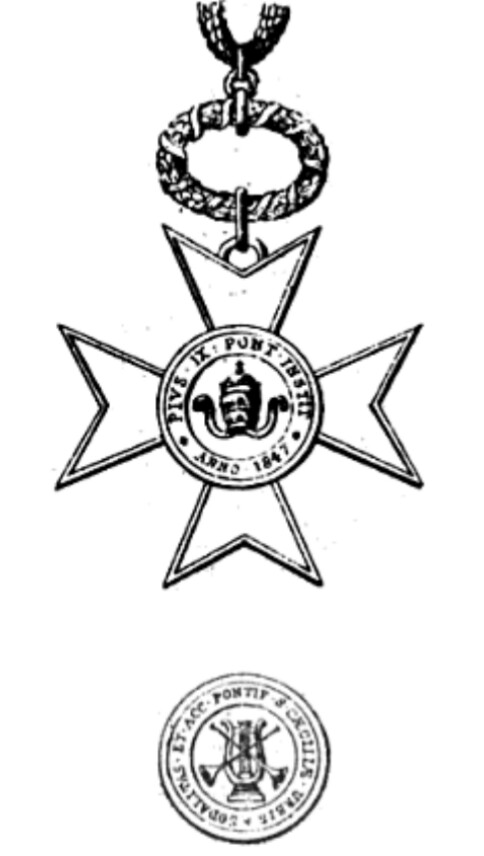
Orde van Sint-Cecilia

Paus Pius IX heeft op 17 juni 1847 een ridderorde met de naam "Orde van Sint-Cecilia" ingesteld. De orde werd toegekend aan de vier presidenten, de secretarissen en de kamerbewaarders van de Academie der Kunsten in Rome. De Orde komt voort uit een door Paus Gregorius XIII gestichte Illustere Broederschap van de Heilige Cecilia die als taak had om de armere lagen van de Romeinse bevolking de mogelijkheid te bieden om kunstopleidingen te volgen.
Zie in dit verband ook: De Orde van de Moor